# Femme au miroir (Eckersberg)
Pour les articles homonymes, voir Femme au miroir.
Femme au miroir – en danois En nøgen kvinde sætter sit hår foran et spejl – est un tableau réalisé par le peintre danois Christoffer Wilhelm Eckersberg en 1841. De format vertical, cette huile sur toile est un nu qui représente une jeune femme ajustant son chignon de sa main droite. Elle est aperçue de dos alors que son buste se reflète dans un miroir ovale sur le mur vert devant elle. Chef-d'œuvre de l'âge d'or danois, la peinture est conservée depuis 1895 au sein de la collection Hirschsprung, à Copenhague.